# Donna Haraway
Donna J. Haraway, född 6 september 1944 i Denver, Colorado, är en amerikansk vetenskapsteoretiker, vetenskapshistoriker och feminist. Hon är professor emerita vid University of California.
Haraway är känd bland annat för sina arbeten kring människors förhållningssätt till maskiner, ”cyborgteori”. Även hennes vetenskapskritik har kommit att bli viktig för forskning, främst inom humaniora.

## Situerad kunskap
I artikeln Situated Knowledges: The Science Question in Feminism and the Privilege of Partial Perspective tydliggör Haraway sin syn på feministisk vetenskap. Haraway kritiserar den traditionella synen på objektivitet och den syn på vetenskap och objektivitet som funnits och fortfarande finns som bygger på, vad hon kallar för, "gudstricket". Gudstricket syftar till vetenskapens sätt att se världen ovanifrån, som att forskaren inte påverkas av yttre omständigheter. Detta menar Haraway är omöjligt då forskaren är människa och utgår från sin position i samhället. Det Haraway då erbjuder är situerad kunskap som tydliggörs genom att forskaren skriver ut sin position i sin forskning och visar på att all kunskap är situerad i tid, rum och verklighetsuppfattning. Det blir en annan form av objektivitet.

## Publikationer
- Crystals, Fabrics, and Fields: Metaphors of Organicism in Twentieth-Century Developmental Biology (1976).
- A Cyborg Manifesto: Science, Technology, and Socialist-Feminism in the Late Twentieth Century (1985)
- Situated Knowledges: The Science Question in Feminism and the Privilege of Partial Perspectives (Feminist Studies, 1988)
- Primate Visions: Gender, Race, and Nature in the World of Modern Science (1989)
- Simians, Cyborgs and Women: The Reinvention of Nature (1991)
- Modest_Witness@Second_Millennium.FemaleMan©Meets_OncoMouse™: Feminism and Technoscience (1997)
- How Like a Leaf: A Conversation with Donna J. Haraway, Thyrza Nichols Goodeve (1999)
- The Companion Species Manifesto: Dogs, People, and Significant Otherness (2003)
- When Species Meet (2007)
- Staying with the Trouble: Making Kin in the Chthulucene (2016)
- Manifestly Haraway (2016)

## På svenska
- Apor, cyborger och kvinnor : att återuppfinna naturen (Symposion, 2008)
- Ett manifest för Cyborger : vetenskap, teknologi och socialistisk feminism under 1980-talet; i Samtidskultur. Karaoke, karnevaler och kulturella koder, Thomas Johansson, Ove Sernhede, Mats Trondman (red.) (Nya Doxa, 1999)
- Ett cyborgmanifest. Vetenskap, teknologi och socialistisk feminism i slutet av 1900-talet; i Kvinnopolitiska nyckeltexter, Johanna Esseveld, Lisbeth Larsson (red.) (Studentlitteratur, 2017)